# Enrique Villegas Vélez
Enrique Villegas Vélez, más conocido como Enrique Villegas (Ayamonte, Huelva, 31 de mayo de 1923-Cádiz, 21 de mayo de 2015), fue un músico, letrista español, poeta y uno de los compositores más importantes del Carnaval de Cádiz. Exponente de esta fiesta.

## Biografía
Nace en Ayamonte, un 31 de mayo de 1923. Hijo de Enrique Villegas Rubio y María Vélez Arena. Se quedó huérfano a los ocho años, siendo cuidado por su abuela materna. Desde pequeño, compagina varios trabajos, siendo vendedor ambulante de pescado en su pueblo natal Ayamonte pudiendo ayudar a la economía familiar. Con 16 años, el 13 de enero de 1940, se va a vivir a Cádiz, condición que le marcaría de por vida.

## Reconocimientos
Ha sido Antifaz de Oro (1979), pregonero del Carnaval gaditano (1999), Premio Baluarte del Carnaval (1999), Medalla de Andalucía (2004), Hijo Adoptivo de Cádiz (2004) e Hijo Predilecto de su ciudad natal, Ayamonte.
El ayuntamiento de Cádiz, registró una calle a su nombre en la capital gaditana, al igual que el ayuntamiento de la localidad fronteriza, Ayamonte. 
En 2009 y 2023, el ayuntamiento le dedicó el COAC a este autor.

## Trayectoria carnavalesca
| Año  | Agrupación                     | Modalidad          | Autoría        | Posición                                        |
| ---- | ------------------------------ | ------------------ | -------------- | ----------------------------------------------- |
| 1961 | Los del celeste imperio        | Coro               | Letra y Música |                                                 |
| 1962 | Los gitanos errantes           | Comparsa           | Letra y Música |                                                 |
| 1963 | Los dandys negros              | Comparsa           | Letra y Música |                                                 |
| 1964 | El oro de Andalucía            | Comparsa           | Letra y Música |                                                 |
| 1964 | Les caídes                     | Comparsa           | Letra y Música |                                                 |
| 1965 | Los amargaos                   | Comparsa           | Letra y Música |                                                 |
| 1965 | Los escarabajos trillizos      | Comparsa           | Letra y Música |                                                 |
| 1967 | La banda del tio Perete        | Comparsa           | Letra y Música |                                                 |
| 1967 | Los maniseros cubanos          | Comparsa           | Letra y Música |                                                 |
| 1968 | Los lunares                    | Comparsa           | Letra y Música | (Compartido con Antonio Martín, Los Mayordomos) |
| 1976 | La sal de mi tierra            | Comparsa           | Letra y Música | Premio provincial                               |
| 1976 | Recordando a Maurice Chevalier | Comparsa           | Letra y Música | Premio provincial                               |
| 1977 | Almas alegres                  | Comparsa           | Letra y Música | Premio provincial                               |
| 1979 | Los españoles                  | Chirigota infantil | Música         | Premio provincial                               |
| 1979 | Hombres del campo              | Comparsa           | Letra y Música | Premio provincial                               |
| 1981 | Los hijos de la noche          | Comparsa           | Letra y Música |                                                 |
| 1982 | Rancho grande                  | Comparsa           | Letra y Música | 6º Premio                                       |
| 1984 | Quince piedras                 | Comparsa           | Letra y Música |                                                 |
| 1985 | Braceros de pueblo             | Comparsa           | Letra y Música |                                                 |
| 1986 | Hombres lobo                   | Comparsa           | Letra y Música |                                                 |
| 1987 | Pescadores fenicios            | Comparsa           | Letra y Música | Semifinales                                     |
| 1991 | La señora                      | Comparsa           | Letra y Música | Semifinales                                     |

### PalmarésCOAC
- Primeros Premios (4)
- Segundos Premios (6)
- Terceros Premios (7)

### Otros premios
- Antifaz de Oro: 1979
- Pregonero del Carnaval de Cádiz: 1999
- Premio Baluarte del Carnaval: 1999
- Medalla de Andalucía: 2004
- Hijo Adoptivo de Cádiz: 2004
- Hijo Predilecto de Ayamonte

## Filmografía
- 1966 - Per un pugno di canzoni de José Luis Merino.
- 1966 - Acompáñame  de Rocío Dúrcal.